# بخش بلگرانو (سان لوئیس)
بخش بلگرانو (به اسپانیایی: Departamento Belgrano) یک منطقهٔ مسکونی در آرژانتین است که در استان سان لوئیس واقع شده‌است. بخش بلگرانو ۶٬۶۲۶ کیلومتر مربع مساحت دارد.